# یواس‌اس آندرهیل (دی‌ئی-۶۸۲)
یواس‌اس آندرهیل (دی‌ئی-۶۸۲) (به انگلیسی: USS Underhill (DE-682)) یک کشتی بود که طول آن ۳۰۶ فوت (۹۳ متر) بود. این کشتی در سال ۱۹۴۳ ساخته شد.